# Pulsatrix perspicillata chapmani
Pulsatrix perspicillata chapmani Griscom, 1932 è una sottospecie di gufo dagli occhiali diffusa dall'ovest della Colombia all'ovest dell'Ecuador e prende il nome dall'ornitologo statunitense del XIX secolo Frank Michler Chapman.

## Aspetto
Differisce dalla tipica sottospecie P. p. perspicillata poiché è più grande e più scura, difatti assomiglia alla P. p. saturata per il colore ma non presenta le barrature della parte inferiore e del collare sul petto dell'altra, il quale collare presenta un contorno netto a differenza della saturata la quale lo presenta disordinato.

### Pubblicazioni
- (EN) Harvard University, Griscom: Ornithology of eastern Panama, in Bulletin of the Museum of Comparative Zoology at Harvard College, LXXII, n. 9, 1931-1932,  pp. pp. 309-372. URL consultato il 7 maggio 2012.